# Olivier Morel
Pour les articles homonymes, voir Olivier Morel (homonymie) et Morel.
Olivier Morel (né à Paris en 1964) est un artiste plasticien français.

## Biographie

### Enfance et formation
Olivier Morel est diplômé de l'ENSBA.
Ses œuvres sont régulièrement exposées dans des galeries et des centres d'art, en France et à l'étranger,. Ses gravures sont éditées par les Éditions Rémy Bucciali (Colmar) et les Ateliers Moret (Paris).
Il est lauréat de la Fondation Colas en 2011.
Son travail de gravure « Labyrinthe 2K2 » a été acquis en mai 2019 par le Mobilier National en vue de la réalisation d'un tapis en haute lice par la Manufacture de la Savonnerie.
Il réalise des ateliers pour la revue Dada depuis 2003.

## Démarche artistique

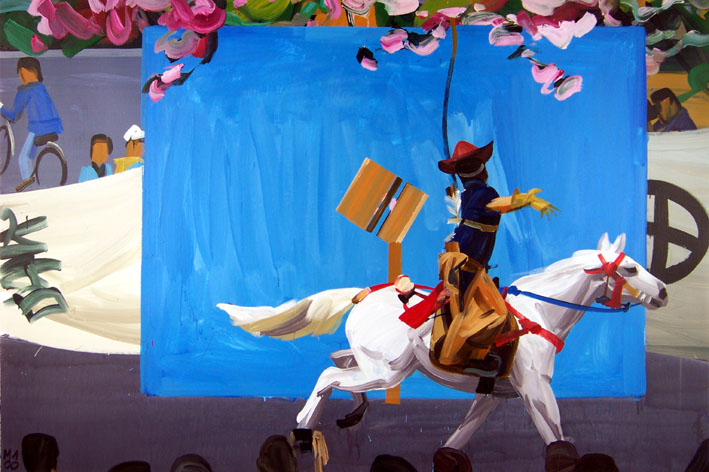
Olivier Morel, Peinture-cible, peinture acrylique / toile, 130 x 195 cm, 2010

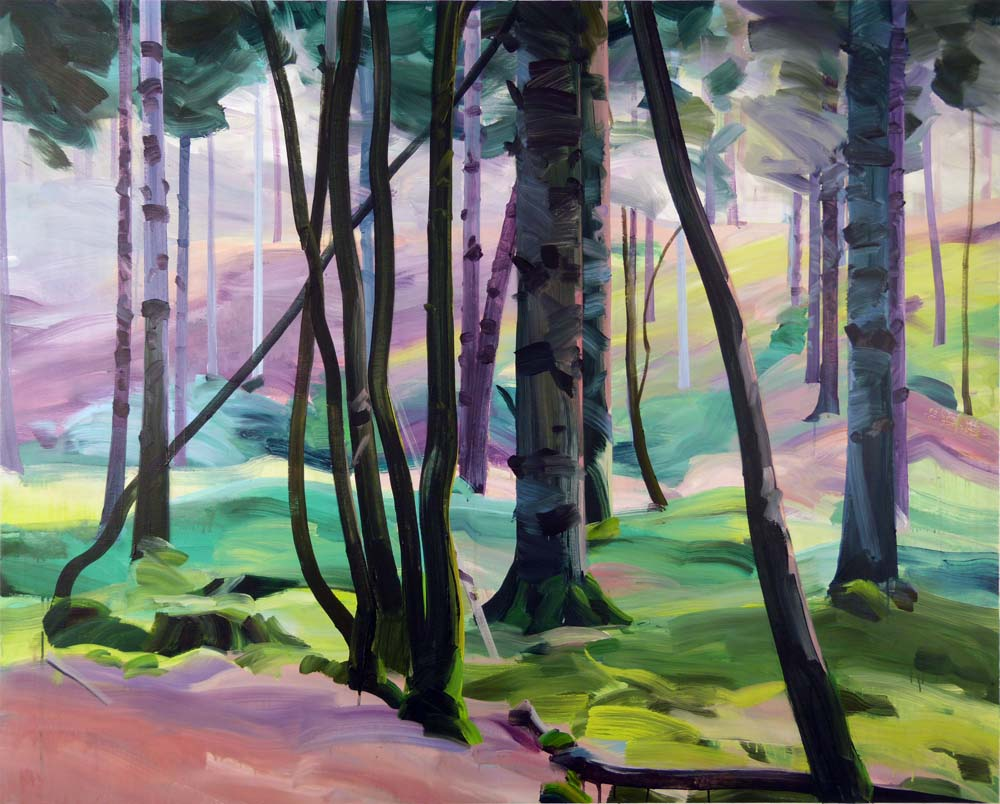
Olivier Morel, Forêt 28, peinture acrylique / toile, 130 x 162 cm, 2017

Il s'inspire de la culture japonaise où il a effectué plus d'une dizaine de voyages,.

## Expositions (sélection)

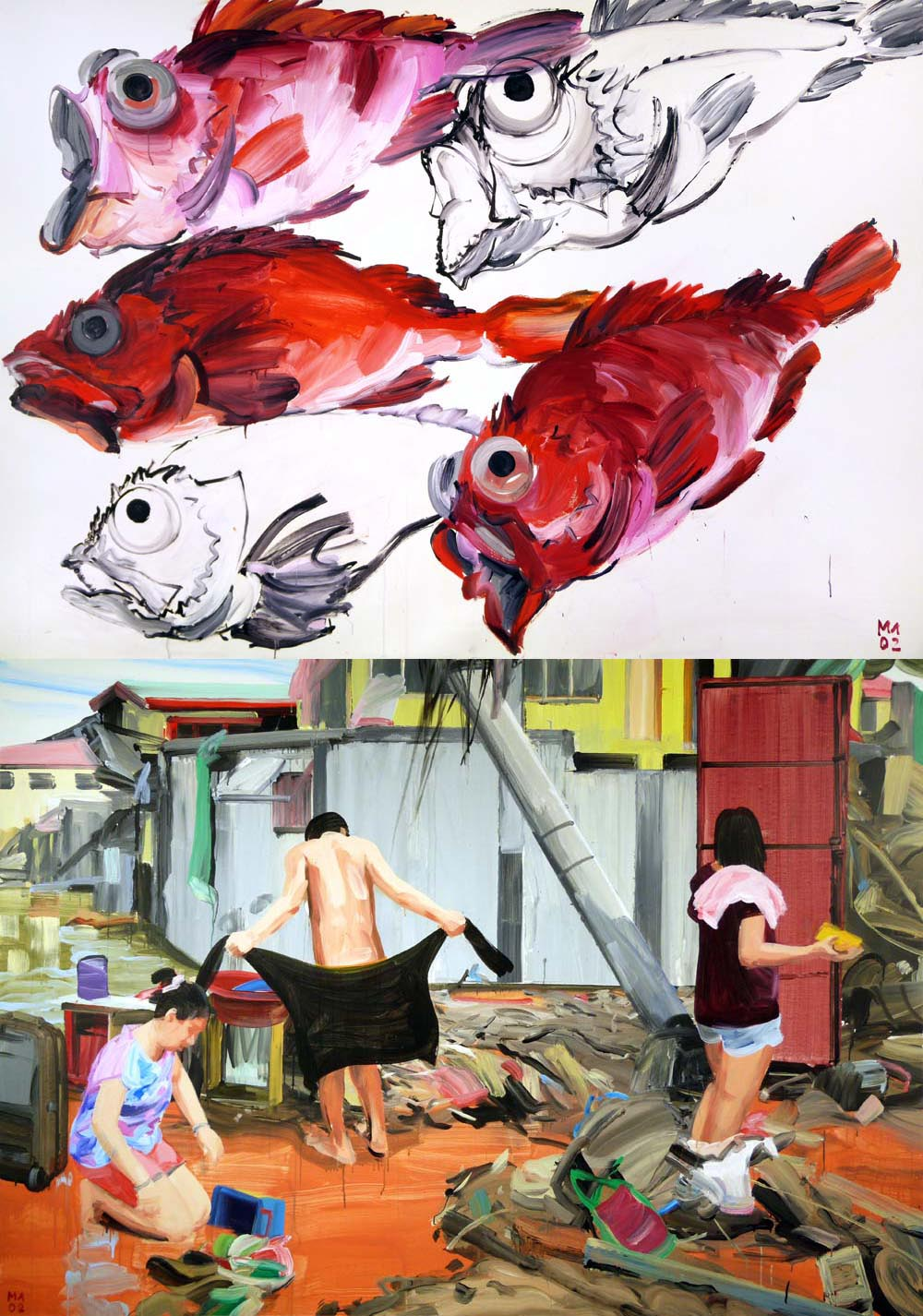
Olivier Morel, Washi, peinture acrylique / toile, 300 x 210 cm, 2012

### Expositions personnelles
- 2023 : Notes de ma cabane - Galerie Louis Gendre (Chamalières)[10]
- 2019 : Im Labyrinth von Tong Ting – Red Zone Arts (Francfort)[11]
- 2018 : Forêts - Maison des Arts (Plessis-Robinson)[12]
- 2016 : Exposition à la galerie Jaeschke (Braunschweig, Allemagne)[13]
- 2015 : Qui peut démêler ces lacis ? - Galerie Red Zone (Genève)[14]
- 2014 : 1001 nuits - L'Orangerie, centre d'art contemporain (Cachan)[15]
- 2013 : Le peintre-archer - Galerie Red Zone (Genève)[16] / Les soleils mouillés de ces ciels brouillés  - Galerie Mondapart (Boulogne-Billancourt)[17],[18]
- 2009 : Yoru / Hiru - Fondation Atelier de Sèvres - Espace Dupin (Paris)[19]
- 2008 : Le Tokaido et autres racontars nippons - Galerie Bucciali-Minarro (Colmar)[20]

### Expositions collectives
- 2024 : Journal intime, carnet de voyage, livre de bord – Centre d'Art Contemporain Abbaye St André (Meymac)[21]
- 2023 : Les aliénés du Mobilier National, le retour – Galerie des Gobelins, Mobilier National (Paris)[22]
- 2014 : Biennale Internationale de l'Estampe de Bruges (Belgique) / 70 combats pour la liberté - Le Radar (Bayeux)[23],[24]
- 2011 : Femme objet-Femme sujet - Centre d'Art Contemporain de Meymac - Abbaye de Saint-André[25]

## Collections
- Fonds d'Art Contemporain, Paris Collections[26]
- Artothèque de Poitiers[27]

## Ouvrages

### Albums Jeunesse
- Les Animaux malades de la peste - Illustrations Olivier Morel, texte Jean de La Fontaine, Editions Courtes et Longues, 2013  (ISBN 978-2-35290-109-9)
- Molosse, Éditions Courtes et longues, 2007  (ISBN 978-2-35290-017-7)
- Cœur de singe et larmes de crocodile, Éditions du Sorbier, 2005  (ISBN 978-2-7320-3842-1)

### CollectionToutes Mes histoires de l'Art
- L'art gothique, avec Isabelle Cahn, Éditions Courtes et longues, 2010  (ISBN 978-2-35290-053-5)
- L'art inuit, avec Marine Degli, Éditions Courtes et longues, 2010  (ISBN 978-2-35290-065-8)
- Rococo, avec Sophie Rossignol, Éditions Courtes et longues, 2010  (ISBN 978-2-35290-064-1)
- L'expressionnisme allemand, avec Sophie Rossignol, Éditions Courtes et longues, 2010  (ISBN 978-2-35290-066-5)
- La dynastie Qing, avec Sophie Rossignol, Éditions Courtes et longues, 2010  (ISBN 978-2-35290-054-2)
- L'art pompier, avec Pilar Saez Lacave, Éditions Courtes et longues, 2010  (ISBN 978-2-35290-068-9)
- L'art aborigène, avec Marine Degli, Éditions Courtes et longues, 2010  (ISBN 978-2-35290-067-2)  (ISBN 978-2-35290-161-7)
- Le symbolisme, avec Marine Degli, Éditions Courtes et longues, 2009  (ISBN 978-2-35290-051-1)
- L'abstraction, avec Sophie Rossignol, Éditions Courtes et longues, 2009  (ISBN 978-2-35290-052-8)
- L'empire ottoman, avec Sophie Rossignol, Éditions Courtes et longues, 2009  (ISBN 978-2-35290-047-4)
- Le Pop Art, avec Isabelle Cahn, Éditions Courtes et longues, 2009  (ISBN 978-2-35290-048-1)
- L'art juif, avec Isabelle Cahn, Éditions Courtes et longues, 2008  (ISBN 978-2-35290-039-9)
- Babylone, avec Isabelle Cahn, Éditions Courtes et longues, 2008  (ISBN 978-2-35290-037-5)
- Bauhaus, avec Caroline Larroche, Éditions Courtes et longues, 2008  (ISBN 978-2-35290-036-8)
- L'art maori, avec Marine Degli, Éditions Courtes et longues, 2008  (ISBN 978-2-35290-040-5)
- L'Art Nouveau, avec Isabelle Cahn, Éditions Courtes et longues, 2007  (ISBN 978-2-35290-015-3)
- La Grèce antique, avec Isabelle Cahn, Éditions Courtes et longues, 2007  (ISBN 978-2-35290-020-7)
- Ukiyo-e, images du monde flottant, avec Caroline Larroche, Éditions Courtes et longues, 2007  (ISBN 978-2-35290-022-1)
- Le nouveau réalisme, avec Caroline Larroche, Éditions Courtes et longues, 2007  (ISBN 978-2-35290-021-4)
- Nadar, avec Caroline Larroche, Éditions Courtes et longues, 2007  (ISBN 978-2-35290-029-0)
- L'art roman, avec Sophie Rossignol, Éditions Courtes et longues, 2007  (ISBN 978-2-35290-030-6)
- Le réalisme, avec Isabelle Cahn, Éditions Courtes et longues, 2007  (ISBN 978-2-35290-033-7)
- La Renaissance, avec Sophie Rossignol, Éditions Courtes et longues, 2007  (ISBN 978-2-35290-031-3)
- Les pionniers du cinéma, avec Isabelle Cahn, Éditions Courtes et longues, 2007  (ISBN 978-2-35290-034-4)
- Les indiens des grandes plaines, avec Marine Degli, Éditions Courtes et longues, 2007  (ISBN 978-2-35290-035-1)
- L'art des cavernes, avec Isabelle Cahn, Éditions Courtes et longues, 2006  (ISBN 978-2-35290-005-4)
- Les Nabis, avec Isabelle Cahn, Éditions Courtes et longues, 2006  (ISBN 978-2-35290-004-7)
- L'impressionnisme, avec Isabelle Cahn, Éditions Courtes et longues, 2006  (ISBN 978-2-35290-012-2)
- L'art dogon, avec Marine Degli, Éditions Courtes et longues, 2006  (ISBN 978-2-35290-003-0)